# Big Bird's Birthday or Let Me Eat Cake
Pour plus de détails, voir Fiche technique et Distribution.
Big Bird's Birthday or Let Me Eat Cake est un téléfilm special américain réalisé par Jon Stone, Lisa Simon et Emily Squires et sorti en 1991. Il se base sur l'émission télévisée pour enfants 1, rue Sésame.

## Fiche technique
- Titre original : Big Bird's Birthday or Let Me Eat Cake
- Réalisation : Jon Stone, Lisa Simon et Emily Squires
- Scénario : Judy Freudberg, Sonia Manzano, Norman Stiles et Cathi Turow
- Photographie :
- Montage :
- Musique : Christopher Cerf et Stephen Lawrence
- Costumes : Bill Kellard
- Décors : Nat Mongioi
- Casting :
- Producteur : Lisa Simon
  - Producteur coordonnateur : Arlene Sherman
  - Producteur associé : Lawrence S. Mirkin
  - Producteur délégué : Dulcy Singer
- Sociétés de production : Children's Television Workshop
- Sociétés de distribution : Children's Television Workshop
- Pays d'origine :  États-Unis
- Langue originale : anglais
- Format : couleur
- Genre : Comédie
- Durée :
- Dates de sortie : 
  - États-Unis : 15 mars 1991

## Distribution
- April Allen : Skater
- Pam Arciero : Telly Monster
- Ivy Austin : Oinker Sister
- Alison Bartlett : Gina
- Michael A. Belgrave : Skater
- Heidi Berg : Oinker Sister
- Candice Bergen : elle-même
- Lisa Boggs : Lisa
- Camille Bonora : Ruby
- Linda Bove : Linda
- Fran Brill : Little Bird
- Eugene Byrd : Jelani
- Nancy Cartwright : Bart Simpson
- Dan Castellaneta : Homer Simpson
- Christopher Cerf : vocaux
- Ray Charles, Chubby Checker, Glenn Close, Alexis Cruz, Tyne Daly, Geena Davis, Bo Diddley, Whoopi Goldberg, Jeff Goldblum, Kadeem Hardison, Bo Jackson, Lou Diamond Phillips, Julia Roberts, Gene Siskel, Tracey Ullman, Blair Underwood, Malcolm-Jamal Warner et Robin Williams : eux-mêmes
- Kevin Clash : Elmo
- Richard Hunt : Forgetful Jones
- Julie Kavner : Marge Simpson
- Jim Martin : chèvre
- Billy McCutcheon : Oncle Wally
- Jerry Nelson : le comte, Herry Monster et autres personnages
- Roscoe Orman : Gordon
- Frank Oz : Cookie Monster, Grover et Bert
- Yeardley Smith : Lisa Simpson
- Caroll Spinney : Big Bird, Oscar et Bruno
- Bryant Young : M. Snuffleupagus